# Xosé Antonio Touriñán
Xosé Antonio Touriñán Rodríguez ( Culleredo,  La Coruña; 16 de marzo de 1980) es un humorista, actor y presentador español.

## Trayectoria
En  Culleredo conoce a Marcos Pereiro con el que forma años más tarde un dúo humorístico: Os dous de sempre. Los dos personajes más famosos de dúo son Mucha e Nucha.
Trabajaba en el programa Land Rober de Roberto Vilar y Luar de Televisión de Galicia.
Después de la cancelación del programa Land Rober, en enero de 2012 pasó a ser presentador del programa Tourilandia.
En 2015 el programa Land Rober vuelve a emitirse, teniendo como participante a Touriñán. 
Participa en obras de teatro como Amigos ata a morte con David Amor y Ledicia Sola.

## Cine

### Largometrajes
| Año  | Título        | Personaje       | Director           | Género  | Duración |
| ---- | ------------- | --------------- | ------------------ | ------- | -------- |
| 2006 | Días Azules   | Pincha La Palma | Miguel Santesmanes | Drama   | 1h 37m   |
| 2014 | Los fenómenos | Alfonso Zarauza | Alfonso Zarauza    | Drama   | 1h 38m   |
| 2021 | Cuñados       | Sabonis         | Toño López         | Comedia | 1h 35m   |
| 2024 | +Cuñados      | Sabonis         | Luis Avilés        | Comedia | 1h 30m   |

### Cortometrajes
| Año  | Título | Personaje | Director                 | Género | Duración |
| ---- | ------ | --------- | ------------------------ | ------ | -------- |
| 2006 | Marta  |           | Juan de Oliveira Rubinos |        |          |

## Televisión

### Como actor
- 2007-: A vida por diante en Televisión de Galicia. (1 episodio)
- 2007-: Efectos secundarios en Televisión de Galicia como Emilio.
- 2008-2011-: Luar como Mucha y otros personajes.
- 2008-: Padre Casares como Rodolfo en Televisión de Galicia.
- 2009-: Air Galicia como Presentador de "Xoias do cinematógrafo" en Televisión de Galicia.
- 2009-2017: Land Rober en Televisión de Galicia.
- 2001: Era visto! en Televisión de Galicia.
- 2012-2013: Tourilandia en Televisión de Galicia.
- 2018: Fariña en Antena 3 como Paquito Charlín.
- 2018; 2020: Pequeñas coincidencias en Amazon Prime Video como Rafa.
- 2018; 2020: Justo antes de Cristo en Movistar+ como Agorastocles.
- 2020: El desorden que dejas como Gabriel.
- 2021: Catro Gatos en CRTVG.
- 2024: Clanes en Netflix como Nilo.
- 2025: La canción en Movistar Plus+ como Manuel Fraga.

### Como presentador
- 2009-: Botarse ao monte en Televisión de Galicia.
- 2008: Perderlo todo en Televisión de Galicia.
- 2012-2013: Tourilandia en Televisión de Galicia.
- 2021: Rutas bizarras en La 2 con Marta Hazas.[2]

## Teatro
- Somos criminais (2018), con Carlos Blanco.
- Unha noite na praia (2019), pieza de teatro escrita y dirigida por Javier Veiga.
- Fariña, o espectáculo teatral (2019-2020).
- Somos criminais 3 (2023).
- Somos criminais e punto final (2024-2025).

## Premios

### Premios Mestre Mateo
| Año  | Categoría                | Producción       | Resultado |
| ---- | ------------------------ | ---------------- | --------- |
| 2009 | Mellor Comunicador de TV | Botarse ao monte | Nominado  |